# Il Popolo Viola

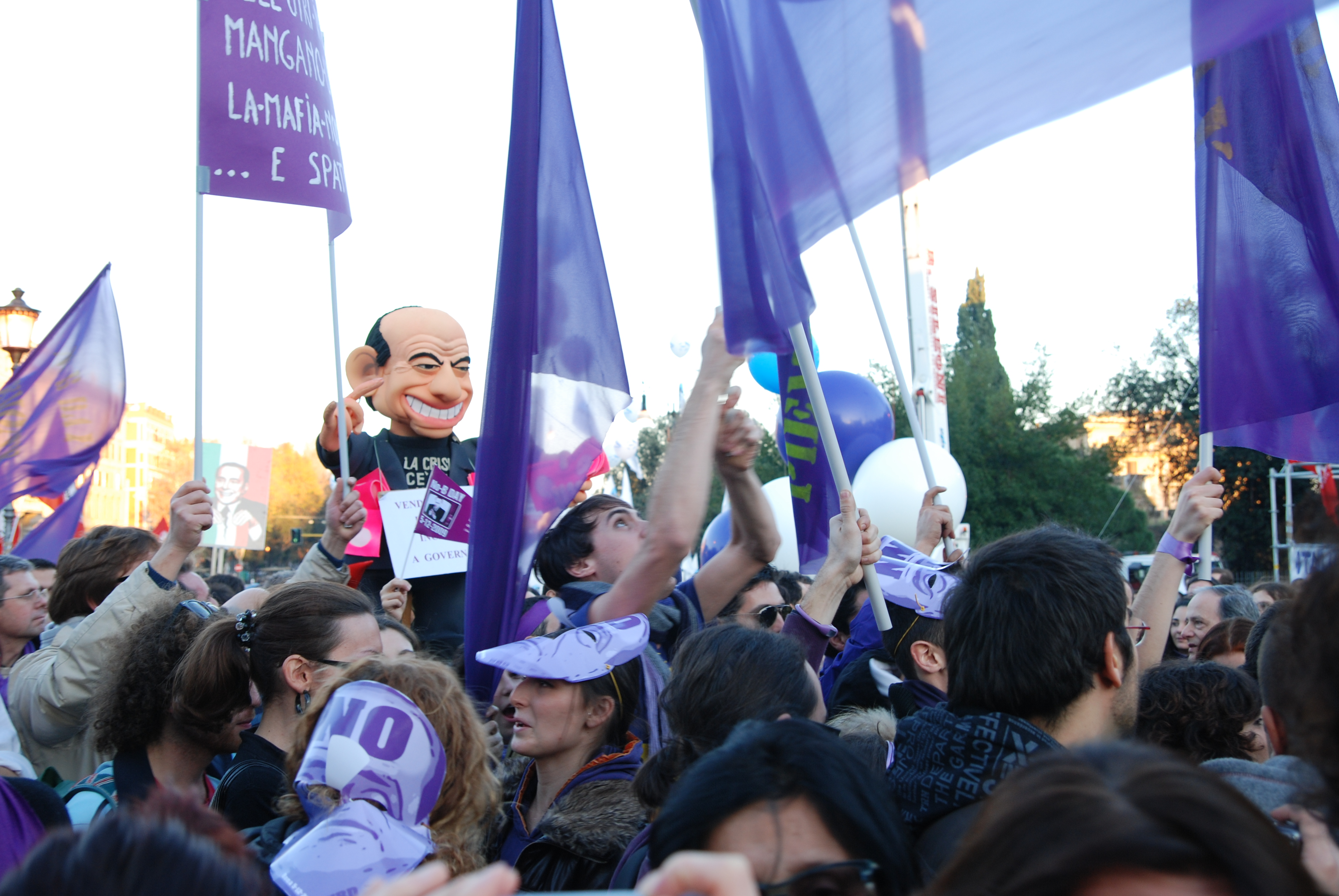
Il Popolo Viola al No Berlusconi Day del 2009

Il Popolo Viola era un movimento italiano di attivismo politico antiberlusconiano, nato dall'autoconvocazione tramite il social network Facebook, per iniziativa di un gruppo di blogger. Il colore viola è stato scelto in quanto non rappresentante nessun partito in Parlamento e, di conseguenza, non strumentalizzabile a fini politici.
Il movimento è stato attivo tra il 2009 e il 2013, anno in cui Silvio Berlusconi venne interdetto dai pubblici uffici; nel dicembre del 2021 il gruppo tornò alla ribalta per contrastare l'ipotetica candidatura di Berlusconi alla carica di Presidente della Repubblica Italiana.

## Storia

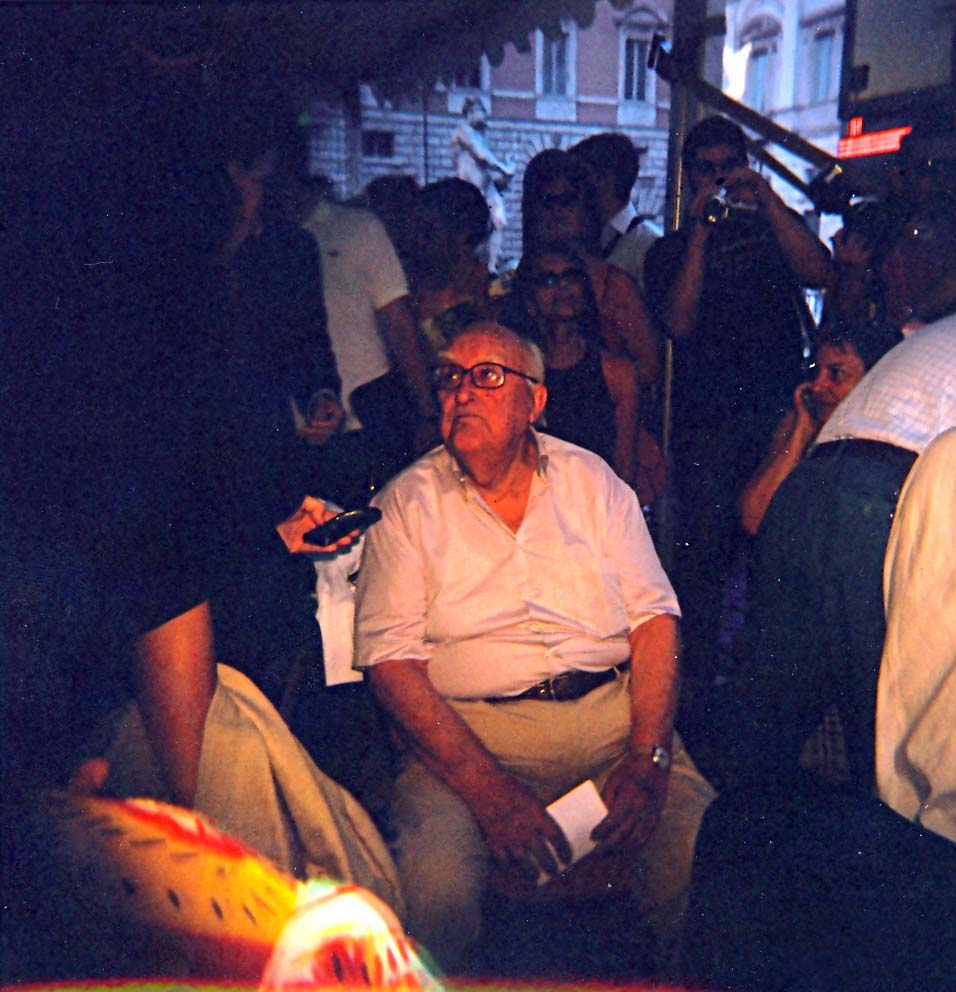
Andrea Camilleri al No Cav Day di Roma del 2008

### Le origini e il No Cav Day
Il No B Day è stato considerato da alcuni politici e giornalisti come la riedizione del precedente No Cav Day, una manifestazione nazionale di protesta contro il governo Berlusconi IV organizzata dalla rivista MicroMega, con l'adesione del girotondismo, dell'Italia dei Valori e di alcuni parlamentari del Partito Democratico, svoltasi a Roma in Piazza Navona l'8 luglio 2008, cui parteciparono circa 15.000 persone, secondo i dati forniti dalla questura di Roma.
Sul palco si avvicendarono diversi oratori, tra i quali Antonio Di Pietro, Andrea Camilleri, Rita Borsellino, Furio Colombo, Paolo Flores d'Arcais, Laura Belli, Giuseppe Giulietti, Pancho Pardi, Lidia Ravera, Sabina Guzzanti, Moni Ovadia, Fiorella Mannoia, Marco Travaglio e, in videoconferenza, Beppe Grillo.
La manifestazione era centrata sulla protesta contro le cosiddette "leggi canaglia" - ovvero sulle norme promulgate dal governo che alcune forze politiche ritenevano fortemente favorevoli al Presidente del Consiglio - e fu teatro di aspre dichiarazioni che sollevarono una grande polemica su giornali e televisioni, anche estere, oltre a comportare strascichi giudiziari.
In particolare, furono oggetto di forti controversie le accuse di Travaglio e Grillo all'indirizzo del Presidente della Repubblica Giorgio Napolitano, da loro accusato di scarsa vigilanza sugli atti del governo, e le critiche rivolte da Sabina Guzzanti a Papa Benedetto XVI («Tra 20 anni Ratzinger sarà morto e sarà all'inferno, tormentato da diavoloni frocioni») e al ministro Mara Carfagna, in quanto a detta di Guzzanti quest'ultima aveva ottenuto il ruolo di ministro per le pari opportunità per aver prestato servizi sessuali al Presidente del Consiglio. Per quest'ultima affermazione, il 9 ottobre 2012 Guzzanti fu condannata per diffamazione e dovette versare un risarcimento di 40.000 euro alla ex ministra.

### Il No Berlusconi Day

#### Organizzazione e adesioni
Il 9 ottobre 2009, due giorni dopo la dichiarazione di incostituzionalità del Lodo Alfano che permetteva a Silvio Berlusconi di non essere processato finché fosse stato Presidente del Consiglio, un blogger dal nickname San Precario aprì sul social network Facebook la pagina Una manifestazione nazionale per chiedere le dimissioni di Berlusconi. A gestirla contribuirono altri blogger e utenti Facebook: Franco Lai, Tony Troja, Franca Corradini, Giuseppe Grisorio, Franz Mannino e Freek. Lo scopo era quello di raccogliere le adesioni a un appello teso a chiedere le dimissioni del Presidente del Consiglio tramite una grande manifestazione nazionale da tenersi a Roma il 5 dicembre successivo: Una manifestazione nazionale per chiedere le dimissioni di Berlusconi.
Non possiamo più rimanere inerti di fronte alle iniziative di un uomo che tiene il Paese in ostaggio da oltre 15 anni e la cui concezione proprietaria dello Stato lo rende ostile verso ogni forma di libera espressione come testimoniano gli attacchi selvaggi alla stampa libera, alla satira, alla Rete degli ultimi mesi. Non possiamo più rimanere inerti di fronte alla spregiudicatezza di un uomo su cui gravano le pesanti ombre di un recente passato legato alla ferocia mafiosa, dei suoi rapporti con mafiosi del calibro di Vittorio Mangano o di condannati per concorso esterno in associazione mafiosa come Marcello Dell'Utri.
Deve dimettersi e difendersi, come ogni cittadino, davanti ai Tribunali della Repubblica per le accuse che gli vengono rivolte.»
(Cit. da L'appello per il No B Day)

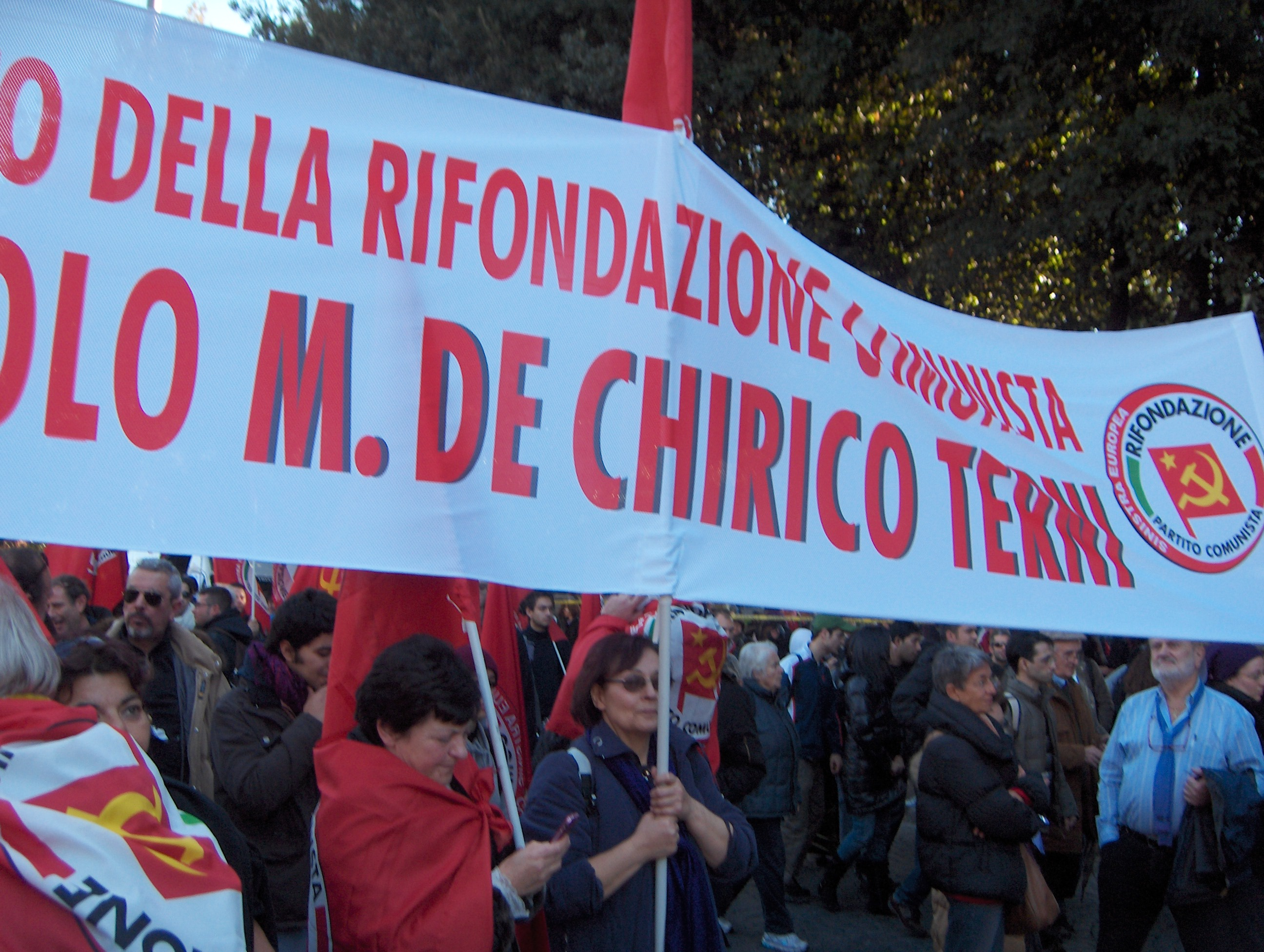
Uno spezzone organizzato dalla Federazione della Sinistra al No B Day

Il 27 ottobre 2009 Antonio Di Pietro e Paolo Ferrero annunciarono l'adesione delle rispettive formazioni politiche, l'Italia dei Valori e la Federazione della Sinistra, e invitarono le altre forze d'opposizione, in primis il Partito Democratico, a fare altrettanto. Il 12 novembre 2009 arrivò il rifiuto definitivo del Partito Democratico per bocca del segretario Pier Luigi Bersani, per il quale «le manifestazioni comuni si decidono insieme. Faremo presto iniziative comuni. Ma intanto c'è un sacco di lavoro da smaltire in parlamento. Faremo lì la nostra battaglia, e non è detto che sia una sconfitta. Faccio appello ai parlamentari del centrodestra, e non dispero che qualcuno non cominci a cambiare idea».
Il giorno della manifestazione, la prima in Italia ad essere organizzata principalmente attraverso i social network, le adesioni individuali su Facebook superarono quota 370.000. Numerose le adesioni di artisti, politici, giornalisti, ricercatori, associazioni, blogger e gruppi Facebook. L'organizzazione delle manifestazioni del No B Day avvenne tramite la costituzione di 103 comitati locali nelle principali città italiane e 38 comitati all'estero. Per dare sostegno logistico alla manifestazione e per tutte le pratiche burocratiche venne creata l'Associazione cinque12.
Altre manifestazioni analoghe si tennero simultaneamente a quella di Roma in numerose altre città italiane e anche estere, quali Sydney, Amsterdam, Atene, Barcellona, Bruxelles, Charleroi, Berlino, Monaco, Copenaghen, Dublino, Edimburgo, Parigi, Grenoble, Helsinki, Lisbona, Londra, Montréal, Madrid, Siviglia, New York, Chicago, San Francisco, Vienna e Stoccolma.

#### Partecipanti
Fortemente discordanti le valutazioni circa il numero di partecipanti: 90.000 secondo la questura di Roma, più di 1.000.000 secondo gli organizzatori. Il giornalista Mark Franchetti, nel suo documentario The Berlusconi Show andato in onda sulla BBC il 17 marzo 2010 affermò che i partecipanti erano circa 200.000, mentre secondo quanto riportato nel libro di Mello i partecipanti furono 300.000. Non è noto il computo complessivo dei partecipanti alle altre manifestazioni italiane ed estere.
Alla manifestazione di Roma presero la parola cittadini di ogni parte d'Italia, nonché giornalisti, intellettuali, attivisti per i diritti civili, artisti, familiari di vittime della mafia. Il No B day fu trasmesso in diretta dalla televisione danese, in Italia dai canali satellitari Rainews24 e Sky Tg24, oltre che dalle web TV Red Tv e You Dem.

#### Critiche
Critiche preventive alla manifestazione vennero da Giovanni Bachelet e Franca Chiaromonte. Bachelet dichiarò di non voler partecipare, in quanto «la volta scorsa, a piazza Navona, mi sono sentito preso in giro e me ne sono dovuto andare via. Non vorrei spuntassero ancora Grillo e Sabina Guzzanti», mentre Chiaromonte motivò la sua astensione ritenendo «un errore persistere nella convinzione che tutto il male sia riconducibile a una sola persona».
Forte la polemica innescata dal rifiuto della Rai alla proposta avanzata da Bianca Berlinguer (all'epoca da due mesi direttrice del TG3) di trasmettere in diretta televisiva il No B Day. Antonio Di Pietro attaccò sia i vertici del Partito Democratico, per essersi defilati dall'evento sia la Commissione di Vigilanza RAI, accusandola di voler censurare l'informazione per motivi politici.
Secondo Il Giornale, il No B Day non sarebbe stato un evento spontaneo ma un'iniziativa del partito politico Italia dei Valori.
Dalla rete stessa si sono levate numerose critiche sull'organizzazione dell'evento, in quanto il comitato organizzativo ha di fatto escluso tutti dalle fasi decisionali e propositive. Franco Lai, uno dei blogger che ha curato la pagina Facebook del No Berlusconi Day, aveva più volte espresso dubbi in merito all'esistenza di presunti finanziamenti per mano di alcuni partiti politici, in particolare Italia dei Valori e Federazione della Sinistra. Lai denunciò anche di essere stato estromesso dalla gestione della pagina, probabilmente a causa dei dubbi sollevati sulla gestione dell'evento ed i legami con i partiti.

### La nascita del Popolo Viola
In seguito al successo della manifestazione, i medesimi blogger proposero agli iscritti alla pagina Facebook su cui era stato organizzato il No Berlusconi Day di trasferirsi su una nuova pagina, gestita sempre da loro e denominata "Il Popolo Viola", allo scopo di restare in contatto per ulteriori iniziative.
Gli aderenti intendevano mantenere viva la rete di contatti sviluppata durante la preparazione del No Berlusconi Day, che proseguisse la lotta del Popolo Viola per mettere fine a quella che i partecipanti consideravano l'anomalia allora inficiante la democrazia italiana, ovvero il fatto che un potere enorme, mediatico e politico, fosse di fatto concentrato nelle mani di un solo uomo, Silvio Berlusconi. Nel giudizio degli aderenti al movimento egli, allo scopo di proteggere i suoi interessi economici e giudiziari, stava utilizzando tale potere al fine di rendere inefficace quello che a loro parere è il principale strumento di tutela della democrazia nel Paese, ovvero la stessa Costituzione italiana.

### Il coordinamento pro-tempore
Nei giorni successivi al primo No Berlusconi Day il gruppo fondatore lanciò la proposta di un incontro nazionale tra comitato promotore e referenti dei gruppi locali. Nel corso dell'incontro, tenuto a Napoli il 9 gennaio 2010, alcuni rappresentanti dei gruppi locali chiesero voce in capitolo sulla gestione della pagina Facebook "Il popolo viola", ancora gestita dall'anonimo fondatore, ottenendo unicamente l'istituzione di un gruppo di garanti con il compito di raccogliere le segnalazioni relative a un eventuale uso improprio degli strumenti di amministrazione.
Principali risultati della riunione furono l'istituzione di un coordinamento nazionale pro-tempore avente lo scopo di organizzare al più presto un meeting nazionale del Popolo Viola, ove presentare, discutere ed approvare uno statuto e decidere del futuro del movimento e la costituzione di tavoli di lavoro tematici di approfondimento, mirati alla produzione dei contenuti destinati alla discussione nel corso del meeting. In seguito all'annuncio di una manifestazione per il 27 febbraio 2010 da parte dei gestori della pagina Facebook in supporto ad una proposta lanciata su iniziativa di alcuni attivisti romani, parte dei membri del coordinamento abbandonò l'incarico. Contestualmente alcuni degli stessi collaboratori del gruppo fondatore, stigmatizzando una mancata preventiva consultazione con i gruppi locali lasciarono polemicamente il Popolo Viola per fondare la Resistenza Viola.

### Iniziative successive
Il Popolo Viola si è fatto promotore successivamente di altre manifestazioni e iniziative, tra le quali il No Mafia Day a Reggio Calabria, il 13 marzo 2010, e soprattutto il No Berlusconi Day 2 (abbreviato No B Day 2) il 2 ottobre 2010, tenutosi nuovamente a Roma, ma anche in molte città estere, quali Amsterdam, Berlino, Bruxelles, Dublino, Edimburgo, Londra, Losanna, Madrid, Parigi, Stoccolma, Valencia e Washington. L'adesione fu minore dell'anno precedente (diecimila secondo la questura, cinquecentomila secondo gli organizzatori). Tra i partecipanti Antonio Di Pietro, Salvatore Borsellino, Nichi Vendola, Paul Ginsborg e alcuni partigiani. Ciononostante, da sondaggi condotti durante la manifestazione emerse come i partecipanti fossero eterogenei e raccolti attorno a pochi elementi chiave, come l'onestà in politica, e soprattutto di come avessero una visione negativa anche dei partiti di opposizione, visti come incapaci di un'azione politica efficace contro Berlusconi.
Seguiranno nel corso dei due anni successivi altre manifestazioni, tra le quali il Sì 18-Day, il 30 marzo 2012, un'iniziativa contro le modifiche all'articolo 18 dello Statuto dei Lavoratori.

#### No Sarkozy Day
L'iniziativa antiberlusconiana ebbe infine anche un'emulazione in Francia, il 27 marzo 2010 col No Sarkozy Day, anch'esso sostenuto da un popolo viola, che tuttavia raccolse un'adesione inferiore.

### La Rete Viola
Parallelamente a Resistenza Viola, alcuni gruppi locali, quelli caratterizzati da una maggiore insofferenza verso le iniziative lanciate dal gruppo fondatore, cominciarono ad organizzarsi nella "Rete Gruppi Locali". Dapprima confluirono nella associazione che si era fatta carico degli aspetti organizzativi del No Berlusconi Day, poi più semplicemente iniziarono a coordinarsi sul web, decidendo collegialmente le iniziative e promuovendole attraverso il lancio coordinato di comunicati stampa. 
La "Rete Gruppi Locali" e "Resistenza Viola", nel corso di un incontro tenuto nel settembre 2010, hanno dato vita alla Rete Viola.
Mentre il popolo viola nella sua concezione originaria è un movimento "fluido e molecolare" in cui chiunque, gruppo o singolo, può contribuire a contrastare il cosiddetto "berlusconismo" con una qualunque forma di partecipazione, la Rete Viola fonda la propria concezione sul primato delle assemblee locali, sulla partecipazione "in real" e sulla necessità di una struttura nazionale unitaria di carattere elettivo. Sui quotidiani e nei mezzi di comunicazione permane però talvolta una confusione tra Popolo Viola, Resistenza Viola e Rete Viola. Questo equivoco fece sì che la prima manifestazione della Rete Viola, significativa dal punto di vista della attenzione dei media nazionali, poi sfociata negli scontri di Arcore, venne da molti giornali attribuita al Popolo Viola.
La Rete Viola si distingue dagli altri movimenti Viola perché fa riferimento a una Carta Etica e si gestisce secondo i principi della democrazia diretta; gli incarichi vengono conferiti per elezione, sono temporanei e soggetti a rotazione. Non si fonda sull'autorità di leader, privilegia il contatto con i cittadini anziché il dialogo con i partiti e le istituzioni; è rigorosamente autonoma da partiti, istituzioni, associazioni, e non accetta da essi finanziamenti a qualunque titolo.
La Rete Viola non comprende tutte le realtà “Viola”, ma solo i gruppi locali che, per potersi autogovernare in modo democratico e orizzontale, hanno deciso autonomamente di riunirsi in una rete e hanno liberamente sottoscritto un documento costitutivo in cui sono raccolti i principi e le regole a cui intendono attenersi, la Carta Etica, che definisce quindi l'identità della Rete La Rete Viola, per le sue origini, è del tutto estranea al Movimento 5 Stelle, a cui a volte è stata erroneamente assimilata principalmente a causa dei metodi di democrazia diretta adottati, con modalità diverse, da entrambi i movimenti. La Rete Viola nasce il 11 e 12 settembre 2010 nell'incontro nazionale dei gruppi locali avvenuto a Roma e che fa seguito al primo incontro nazionale dei gruppi locali avvenuto a Bologna il 10 luglio 2010.
La Rete Viola è composta da gruppi locali sparsi in tutto il territorio italiano. I gruppi locali formano il movimento, in quanto non esiste una struttura gerarchica o un direttivo nazionale. Gli attivisti comunicano tra loro mediante social network come Facebook o via web. I gruppi locali svolgono la loro attività politica e informativa nel territorio locale di appartenenza, in piena autonomia ma seguendo i valori espressi dalla Carta Etica che hanno sottoscritto. I gruppi locali sostengono spesso iniziative lanciate da altre associazioni e con esse collaborano per fini comuni o per creare eventi. Spesso più gruppi locali condividono e organizzano insieme varie iniziative. Tutti i gruppi locali si ritrovano a scadenze irregolari in incontri pubblici nazionali, nei quali gli attivisti discutono in assemblea e stabiliscono gli obiettivi, le strategie comuni e le prossime iniziative del movimento.
Tra le manifestazioni e azioni promosse dalla Rete Viola:
- Spiagge referendarie (5 giugno 2011), informazione virale sulle spiagge italiane per incentivare la partecipazione ai referendum sul nucleare, acqua e legittimo impedimento.[46]

### Il ritorno del 2021-2022
Il movimento tornò a farsi sentire a fine 2021, nell'imminenza dell'elezione del Presidente della Repubblica, a seguito dell'ipotetica candidatura di Silvio Berlusconi alla più alta carica dello Stato.
Il 2 gennaio 2022 Gianfranco Mascia, tra i fondatori del movimento, annunciò una manifestazione contro tale ipotesi per il successivo 4 gennaio, giorno in cui il presidente della Camera Roberto Fico avrebbe convocato il Parlamento in seduta comune per eleggere il nuovo capo dello Stato.
Il 23 gennaio 2022 Il Popolo Viola organizzò insieme al Movimento delle sardine una manifestazione in Piazza dell'Esquilino a Roma contro l'ipotetica candidatura di Berlusconi al Quirinale.

## Altre manifestazioni
Dopo il No Berlusconi Day, il Popolo Viola ha promosso altre manifestazioni:
- Libera rete in libero stato, Roma (23 dicembre 2009)[50]
- Sit-in in difesa della Costituzione in diverse città italiane (30 gennaio 2010)[51][52][53]
- La legge è uguale per tutti, Roma (27 febbraio 2010), per l'organizzazione della quale sono stati raccolti in pochi giorni 27.000 per mezzo di Internet[54][55]
- Agorà per l'Emergenza democratica in diverse città italiane (7 marzo 2010)[56][57]
- Legittimo impedimento - Sit-in davanti al Senato, Roma (10 marzo 2010)[58]
- No Mafia Day, Reggio Calabria (13 marzo 2010)
- L'Aquila Day, L'Aquila (31 luglio 2010)[59]
- No Berlusconi Day 2 (2 ottobre 2010)
- ViolaConvention (5 dicembre 2010), Roma, teatro Vittoria[60]
- Adesso Basta. Berlusconi dimettiti! (12 febbraio 2011), svoltasi in trenta città italiane e dieci estere[61]
- Se non ora, quando? (13 febbraio 2011), manifestazione per le donne, svoltasi in 200 piazze italiane (organizzata da comitati autonomi e supportata dai Movimenti Viola)[62][63][64]
- Battiquorum (giugno 2011), iniziativa di informazione sui referendum abrogativi del 2011[65]
- Taxiquorum (giugno 2011), iniziativa di supporto ai referendum abrogativi del 2011[66]
- Facciamo Piazza Pulita! (10-11 settembre 2011), manifestazione contro i privilegi della classe dirigente e contro i provvedimenti socio-economici presi dal Governo Berlusconi IV nell'estate del 2011, svoltasi a Roma, presso Piazza San Giovanni[67]
- Sì 18-Day (30 marzo 2012), iniziativa contro le modifiche all'articolo 18 dello Statuto dei Lavoratori[36][37]
- Il Quirinale non è un Bunga Bunga (4 gennaio 2022), manifestazione in Piazza Santi Apostoli a Roma, contro l'ipotetica candidatura di Berlusconi alla carica di Presidente della Repubblica.[68]
- Abbiamo già dato (23 gennaio 2022), manifestazione in Piazza dell'Esquilino a Roma assieme al Movimento delle sardine, contro l'ipotetica candidatura di Berlusconi alla carica di Presidente della Repubblica.